# Pero de Armea
Pero de Armea fue un trovador gallego del siglo XIII, activo en la corte de Alfonso X. Tiene un monolítico dedicado en la aldea de Armea, junto con otra ilustre figura de la localidad, la soldadera María Balteira.

## Obra
Se conservan 18 composiciones: 13 cantigas de amor, 4 cantigas de amigo y una cantiga de escarnio y maldecir.  En las cantigas de amor desarrolla temática del amor cortés, centrado en el sufrimiento que produce el enamoramiento. Dos de sus cantigas de amigo tratan de la pena por la separación de los enamorados, otra sobre la infidelidad y engaño por parte del amante, la cuarta es una composición dialogada en la que la mujer accede a la pretensión de su enamorado. La cantiga de escarnio es una sátira personal que se basa en una parodia de las cantigas de amor.